# Pseudagrion mascagnii
Pseudagrion mascagnii är en trollsländeart som beskrevs av Terzani och Marconi 2004. Pseudagrion mascagnii ingår i släktet Pseudagrion och familjen dammflicksländor. IUCN kategoriserar arten globalt som akut hotad. Inga underarter finns listade i Catalogue of Life.